# Gerhard Hofmann (Fußballtrainer)
Gerhard Hofmann (* 16. März 1927) ist ein deutscher Fußballtrainer, der zwischen 1958 und 1974 den SC Wismut Karl-Marx-Stadt, die BSG Wismut Aue und den FC Karl-Marx-Stadt in der DDR-Oberliga, der höchsten Spielklasse im DDR-Fußball, betreute. Mit dem SC Wismut wurde er 1959 DDR-Meister.

## Trainerlaufbahn
Nachdem der DDR-Fußballmeister SC Wismut Karl-Marx-Stadt am 16. Spieltag der Saison 1958 unter seinem Trainer Günter Horst auf einem Abstiegsplatz gelandet war, übernahm im September 1958 der bisher im höherklassigen DDR-Fußball unbekannte 31-jährige Gerhard Hofmann das Training der Oberligamannschaft. Es gelang ihm, die Mannschaft zum Saisonende noch auf den vierten Platz zu führen. In der folgenden Spielzeit verhalf er dem SC Wismut zu seiner zweiten Meisterschaft. Im Europapokal der Landesmeister 1958/59 schaffte es der SC Wismut unter Hofmann bis in das Viertelfinale. 1960 wurde er nach dem 13. Spieltag, obwohl seine Mannschaft nach einem 3:0-Sieg über den SC Fortschritt Weißenfels auf Platz vier der Oberligatabelle lag, von Manfred Fuchs abgelöst.
Sieben Jahre lang war Hofmann nicht in den beiden höchsten Fußball-Ligen der DDR vertreten. Inzwischen war der DDR-Fußball zum Sommer-Frühjahr-Spielbetrieb zurückgekehrt und die Spieler des SC Wismut Karl-Marx-Stadt traten seit 1963 als Betriebssportgemeinschaft (BSG) Wismut Aue an. Wismut Aue war am 9. Spieltag der Saison 1967/68 nach einer 1:2-Heimniederlage gegen den FC Vorwärts Berlin auf den letzten Oberliga-Tabellenplatz zurückgefallen. Daraufhin wurde der bisherige Trainer Bringfried Müller durch Gerhard Hofmann ersetzt. Unter seiner Leitung startete die BSG Wismut mit drei Siegen hintereinander und erkämpfte sich bis zum Saisonende einen sicheren elften Platz. Auch in den folgenden drei Spielzeiten schaffte Aue den Klassenerhalt und erreichte 1970 mit Rang sieben die beste Platzierung seit 1966.
Zur Saison 1971/72 wechselte Hofmann zum regionalen Fußball-Leistungszentrum und Oberligarivalen FC Karl-Marx-Stadt. Dieser war nach seinem Abstieg 1970 sofort wieder in die Oberliga aufgestiegen. Auch dem FCK verhalf Hofmann zunächst zum Klassenerhalt und erreichte 1972/73 und 1973/74 sichere Mittelfeldplätze. Nach dem Ende der Hinrunde der Spielzeit 1974/75 verließ Gerhard Hofmann den auf Platz neun liegenden FC Karl-Marx-Stadt und beendete seine Karriere im höherklassigen Fußball.
Er war später als Sportlehrer an der Technischen Hochschule Karl-Marx-Stadt tätig.